# Бажаное
Бажаное (укр. Бажане; до 2024 года — Новожеланное, укр. Новожеланне) — село в Покровском районе Донецкой области Украины.
По данным всеукраинской переписи 2001 года население составляло 274 человека.